# Robert Ressler
Robert K. Ressler, né le 21 février 1937 à Chicago et décédé le 5 mai 2013 dans le Comté de Spotsylvania,, est un agent du FBI et profiler. Il a popularisé l'expression serial killer. Avant de rejoindre le FBI en 1970, il était major au sein de l'US Army.

## Biographie
Ressler a interrogé Charles Manson, John Wayne Gacy et Ted Bundy.
Il a permis l'arrestation de différents meurtriers comme Jeffrey Dahmer, Richard Chase ou John Joubert.